# Europawahl in Deutschland 2014
- PARTEI: 1
- Linke: 7
- Tierschutz: 1
- SPD: 27
- Grüne: 11
- Piraten: 1
- FDP: 3
- FW: 1
- ÖDP: 1
- Familie: 1
- CDU: 29
- CSU: 5
- AfD: 7
- NPD: 1

- GUE/NGL: 8
- S&D: 27
- G/EFA: 13
- ALDE: 4
- EVP: 34
- EKR: 8
- NI: 2

Die Europawahl in Deutschland 2014 fand am Sonntag, dem 25. Mai, statt. Sie war Teil der EU-weiten Europawahl 2014. Erstmals wurde nach dem Vertrag von Lissabon, der die Rechte des Europäischen Parlaments stärkte, gewählt. Im Vertrag war ebenfalls die Sitzverteilung der Mitgliedstaaten der EU neu geregelt worden. Deutschland standen demnach nur noch 96 statt 99 Mandate zu.
Im Juni 2013 hatte der Bundestag die Einführung einer Dreiprozenthürde zur Europawahl 2014 beschlossen. Die wurde jedoch durch das Bundesverfassungsgericht am 26. Februar 2014 – wie zuvor auch die Fünfprozenthürde – als verfassungswidrig und nichtig erklärt. Somit musste eine Partei erstmals nur das natürliche Quorum von gut 0,5 Prozent der Stimmen erzielen, um mit einem Abgeordneten ins Europäische Parlament einzuziehen.

## Wahlberechtigte
Nach Schätzungen des Statistischen Bundesamtes (Destatis) in Deutschland waren rund 61,4 Millionen Deutsche und weitere 2,9 Millionen Unionsbürger wahlberechtigt, davon 33,1 Millionen Frauen und 31,2 Millionen Männer. Im Einzelnen setzten sich die Wahlberechtigten (Angabe in Millionen) folgendermaßen zusammen:
| Alter von … bis unter … Jahren | Deutsche | Deutsche | Deutsche | EU-Staatsangehörige | EU-Staatsangehörige | EU-Staatsangehörige | Insgesamt | Insgesamt | Insgesamt |
| ------------------------------ | -------- | -------- | -------- | ------------------- | ------------------- | ------------------- | --------- | --------- | --------- |
| Alter von … bis unter … Jahren | Männer   | Frauen   | zusammen | Männer              | Frauen              | zusammen            | Männer    | Frauen    | zusammen  |
| 18–21                          | 1,1      | 1,01     | 2,2      | 0,1                 | 0,0                 | 0,1                 | 1,2       | 1,1       | 2,2       |
| 21–45                          | 10,3     | 10,0     | 20,3     | 1,0                 | 0,9                 | 1,8                 | 11,2      | 10,9      | 22,1      |
| 45–60                          | 8,9      | 8,9      | 17,8     | 0,4                 | 0,3                 | 0,7                 | 9,3       | 9,2       | 18,6      |
| 60 und mehr                    | 9,3      | 11,8     | 21,2     | 0,2                 | 0,1                 | 0,3                 | 9,5       | 12,0      | 21,5      |
| Insgesamt                      | 29,7     | 31,8     | 61,5     | 1,6                 | 1,4                 | 2,9                 | 31,2      | 33,1      | 64,4      |
| darunter:                      |          |          |          |                     |                     |                     |           |           |           |
| Erstwähler1                    | 2,4      | 2,3      | 4,7      | 0,3                 | 0,2                 | 0,5                 | 2,7       | 2,5       | 5,2       |

1 Zu den Erstwählern zählen sowohl alle im Zeitraum 8. Juni 1991 bis 25. Mai 1996 Geborenen als auch die vor dem 8. Juni 1991 geborenen Kroaten.

## Wahlsystem
Deutsche Rechtsgrundlagen für die Europawahl sind das Europawahlgesetz (EuWG) – das in vielen Bereichen auf das Bundeswahlgesetz (BWG) verweist –, die Europawahlordnung (EuWO), das Wahlstatistikgesetz (WStatG) und das Europaabgeordnetengesetz (EuAbgG). Die Wahl ist eine Verhältniswahl, das heißt, jede Partei bekommt Sitze entsprechend ihrem Anteil an den bundesweit abgegebenen gültigen Stimmen zugeteilt. Anders als bei der Bundestagswahl hat der Wähler bei der Europawahl nur eine Stimme, mit der er eine Partei oder sonstige politische Vereinigung wählen kann. Die meisten Parteien treten mit bundesweiten Wahllisten an. Die Sitzverteilung erfolgt nach dem Sainte-Laguë-Verfahren. Die Wahllisten sind geschlossen; das heißt, die auf die Wahlvorschläge entfallenden Sitze werden genau in der auf der Liste festgelegten Reihenfolge besetzt.
Aktiv und passiv wahlberechtigt waren in Deutschland all jene Unionsbürger, die spätestens am Wahltag das 18. Lebensjahr vollendet haben und über die deutsche Staatsbürgerschaft oder einen Wohnsitz in Deutschland verfügten. Deutsche Staatsbürger, die im EU-Ausland lebten, sowie EU-Ausländer, die in Deutschland lebten, mussten entscheiden, ob sie in ihrem Heimatland oder im Land ihres Wohnsitzes wählen wollten. EU-Ausländer, die in Deutschland wählen wollten, mussten sich hierzu vorab in das Wahlregister eintragen lassen.

### Verfassungswidrigkeit der Fünfprozenthürde
Im September 2010 legte der Staatsrechtler Hans Herbert von Arnim beim deutschen Bundesverfassungsgericht Verfassungsbeschwerde gegen das Ergebnis der Europawahl 2009 ein. Seiner Ansicht nach müsste die Fünfprozenthürde wegfallen, da sie das Ergebnis ohne einen triftigen Grund verzerre. Dabei berief sich Arnim auf das Lissabon-Urteil des Bundesverfassungsgerichts, aus dem sich ergebe, dass die Fünf-Prozent-Klausel, wie sie bei Bundestagswahlen gilt, bei Europawahlen nicht zu rechtfertigen sei. Im Gegensatz zum Bundestag bedarf es im EU-Parlament keiner Hürde zur Begrenzung parlamentarischer Fragmentierung, bzw. Sicherung stabiler Mehrheiten und Regierungsbildung. Die Verfassungsbeschwerde wurde von 500 Bürgern unterstützt, unter denen auch 30 Verfassungsjuristen waren. Über sie wurde am 3. Mai 2011 mündlich verhandelt; die Verkündung des Urteils erfolgte am 9. November 2011. Laut Urteil ist die 5%-Sperrklausel bei Europawahlen in Deutschland verfassungswidrig, was aber nachträglich keine Änderung der 2009 ermittelten Sitzverteilung zur Folge hatte und somit erstmals bei der Europawahl 2014 zum Tragen gekommen ist.

### Verfassungswidrigkeit der Dreiprozenthürde
Der CDU-Bundesparteitag sowie einige SPD-Landesverbände forderten daraufhin Ende 2012 die Einführung einer Dreiprozenthürde bei Europawahlen. Die CSU präferierte die Einrichtung von Wahlkreisen und Umstellung auf das Sitzzuteilungsverfahren nach D’Hondt, was ebenfalls zu einer deutlichen Erhöhung des natürlichen Quorums (der Sperrwirkung eines Verhältniswahlsystems ohne Sperrklausel) führt.
Im Mai 2013 einigten sich die Bundestagsfraktionen der CDU/CSU, der SPD, der FDP und der Grünen auf eine Dreiprozentklausel, welche zügig als Gesetzentwurf in das Gesetzgebungsverfahren eingebracht wurde. Bereits am 13. Juni 2013 verabschiedete der Bundestag mit den Stimmen der Bundestagsfraktionen der CDU/CSU, SPD, FDP und Bündnis 90/Die Grünen das Fünfte Gesetz zur Änderung des Europawahlgesetzes, mit dem die Dreiprozentsperrklausel zur Europawahl in Deutschland eingeführt wurde. Gegen die Sperrklausel erhoben unter anderem mehr als 1.000 Wahlberechtigte zusammen mit dem Verein Mehr Demokratie beim Bundesverfassungsgericht Verfassungsbeschwerde, und 19 Parteien beantragten Organstreitverfahren (darunter NPD, Piratenpartei, Freie Wähler, ÖDP und Die Republikaner).
Am 26. Februar 2014 verkündete das Bundesverfassungsgericht das Urteil in den verbundenen Verfahren. Danach verstößt die Dreiprozenthürde gegen die Grundsätze der Wahlrechtsgleichheit und der Chancengleichheit der politischen Parteien und ist daher nichtig. Teilweise wurden daraufhin auch die Sperrklauseln für Bundestags- und Landtagswahlen in Frage gestellt.
Aus dem für die Europawahl vorgesehenen Sitzzuteilungsverfahren (Divisorverfahren mit Standardrundung/Sainte-Laguë) und der Anzahl der zugelassenen Parteien ergab sich rechnerisch, dass eine Partei mindestens 0,592 % der gültigen Stimmen erreichen musste, um sicher ins Europaparlament einziehen zu können; ab 0,465 % war die Zuteilung eines Sitzes in Abhängigkeit von der Verteilung der Stimmen auf die anderen Parteien möglich. Tatsächlich lag die faktische Sperrklausel bei 0,509 %.
→ Siehe auch Europawahl in Deutschland 2009: Tabelle mit Berechnung der hypothetischen Sitzverteilung, die den Wegfall der Sperrklausel berücksichtigt.

## Parteien und Kandidaten

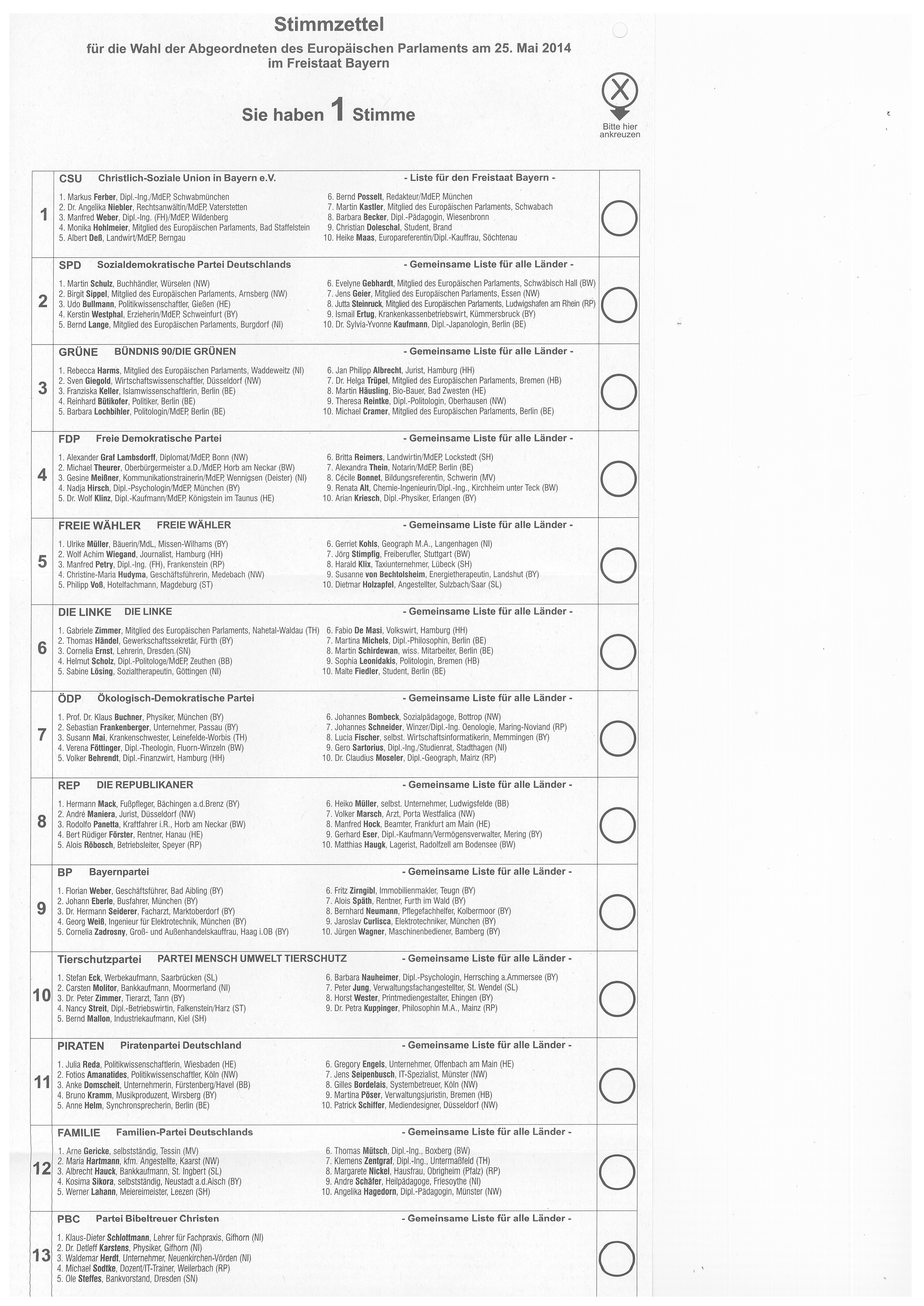
Stimmzettel in Bayern (Listen 1–13)

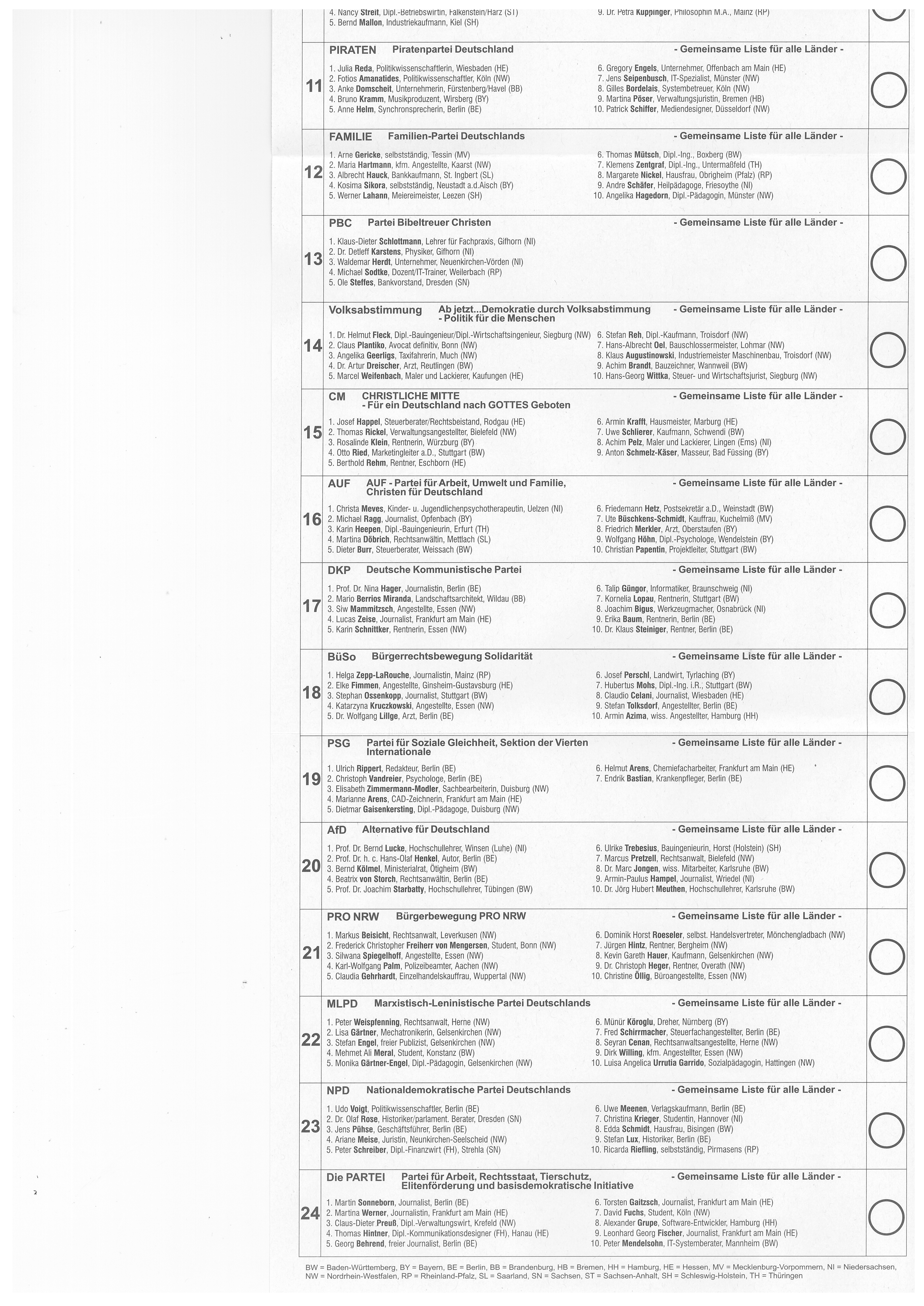
Stimmzettel in Bayern (Listen 11–24)

Zur Europawahl konnten politische Parteien und sonstige politische Vereinigungen Listen einreichen. Gemäß § 9 Abs. 5 Europawahlgesetz mussten bundesweite Listen von 4.000 Wahlberechtigten unterzeichnet werden (Landeslisten von 1 Promille, maximal jedoch 2.000 Wahlberechtigten des Bundeslandes). Von der Pflicht zur Einreichung von Unterstützungsunterschriften ausgenommen waren Parteien, die im Bundestag, einem Landtag oder dem Europäischen Parlament seit dessen letzter Wahl mit mindestens fünf Abgeordneten vertreten waren. Listen mussten zusammen mit den Unterstützungsunterschriften bis zum 3. März 2014 eingereicht werden.
Der Bundeswahlausschuss ließ am 14. März 2014 in einer öffentlichen Sitzung 25 Parteien zur Europawahl zu, von denen alle außer den Unionsparteien, die Landeslisten einreichten, mit einer gemeinsamen Liste für alle Bundesländer antraten.
Die Spitzenkandidaten der ins Europaparlament eingezogenen Parteien waren:
| Liste | Liste                                                                                         | Europapartei | Erstplatzierter in der Liste                                 |
| ----- | --------------------------------------------------------------------------------------------- | ------------ | ------------------------------------------------------------ |
|       | Christlich Demokratische Union Deutschlands                                                   | EVP          | David McAllister (indirekt, siehe Ergänzung Fließtext unten) |
|       | Sozialdemokratische Partei Deutschlands                                                       | SPE          | Martin Schulz                                                |
|       | Bündnis 90/Die Grünen                                                                         | EGP          | Rebecca Harms                                                |
|       | Freie Demokratische Partei                                                                    | ALDE         | Alexander Graf Lambsdorff                                    |
|       | Die Linke                                                                                     | EL           | Gabi Zimmer                                                  |
|       | Christlich-Soziale Union in Bayern                                                            | EVP          | Markus Ferber                                                |
|       | Freie Wähler                                                                                  | EDP          | Ulrike Müller                                                |
|       | Die Republikaner                                                                              | –            | Hermann Mack                                                 |
|       | Partei Mensch Umwelt Tierschutz                                                               | EA7          | Stefan Bernhard Eck                                          |
|       | Familien-Partei Deutschlands                                                                  | –            | Arne Gericke                                                 |
|       | Piratenpartei Deutschland                                                                     | PPEU         | Felix Reda                                                   |
|       | Ökologisch-Demokratische Partei                                                               | –            | Klaus Buchner                                                |
|       | Partei Bibeltreuer Christen                                                                   | ECPB         | Klaus-Dieter Schlottmann                                     |
|       | Ab jetzt…Demokratie durch Volksabstimmung                                                     | –            | Helmut Fleck                                                 |
|       | Bayernpartei                                                                                  | EFA          | Florian Weber                                                |
|       | CHRISTLICHE MITTE – Für ein Deutschland nach GOTTES Geboten                                   | –            | Josef Happel                                                 |
|       | AUF – Partei für Arbeit, Umwelt und Familie – Christen für Deutschland                        | ECPB         | Christa Meves                                                |
|       | Deutsche Kommunistische Partei                                                                | EL           | Nina Hager                                                   |
|       | Bürgerrechtsbewegung Solidarität                                                              | –            | Helga Zepp-LaRouche                                          |
|       | Partei für Soziale Gleichheit, Sektion der Vierten Internationale                             | –            | Ulrich Rippert                                               |
|       | Alternative für Deutschland                                                                   | –            | Bernd Lucke                                                  |
|       | Bürgerbewegung pro NRW                                                                        | –            | Markus Beisicht                                              |
|       | Marxistisch-Leninistische Partei Deutschlands                                                 | –            | Peter Weispfenning                                           |
|       | Nationaldemokratische Partei Deutschlands                                                     | –            | Udo Voigt                                                    |
|       | Partei für Arbeit, Rechtsstaat, Tierschutz, Elitenförderung und basisdemokratische Initiative | –            | Martin Sonneborn                                             |

Die CDU hatte keinen offiziellen Spitzenkandidaten einer bundesweiten Liste aufgestellt, sondern neben ihrer Schwesterpartei CSU als Einzige – wie auch bei den vorherigen Europawahlen – Landeslisten eingereicht. Auf Platz eins der Landesliste für Niedersachsen stand David McAllister, der im Wahlkampf dennoch als gemeinsamer CDU-Spitzenkandidat für Deutschland auftrat. Gemeinsamer europaweiter Spitzenkandidat aller EVP-Parteien war Jean-Claude Juncker.
Den folgenden 19 Parteien und politischen Vereinigungen wurde die Zulassung versagt: NEIN!-Idee, Demokratische Schwul / Lesbische Partei – Die Bürgerpartei, Rentner Partei Deutschland, Rentner Partei Deutschland – Balck, Aufbruch C, Partei Gesunder Menschenverstand Deutschland, Parteilose Wählergemeinschaft in der Bundesrepublik Deutschland, Deutsche Konservative Partei – Allianz der Mitte, Partei der Nichtwähler, Aussiedler und Migranten Partei Deutschland, Allianz Graue Panther Deutschland, Partei der Vernunft, Liste Stefan Martin, Die Gerade Partei, Deutsche Demokratische Partei, Die Violetten, Die Parteifreien Wähler und Grundrechtepartei. Gegen diese Entscheidung konnte bis zum 18. März Einspruch erhoben werden. Die Verbraucherschutzpartei und die Ökoliberalen Deutschland hatten ihre Listen vor der Sitzung zurückgezogen. Am 3. April wies der Bundeswahlausschuss alle 12 eingereichten Beschwerden ab; damit waren insgesamt 25 Parteien und sonstige politische Vereinigungen zur Europawahl zugelassen.
Es bewarben sich insgesamt 1053 Kandidaten aus 25 Parteien um einen der 96 Parlamentssitze. Davon waren 726 Männer (69 Prozent) und 327 Frauen (31 Prozent).

## Ergebnis
| Listen                   | Listen                                                                  | Stimmen    | %    | Mandate | +/- |
| ------------------------ | ----------------------------------------------------------------------- | ---------- | ---- | ------- | --- |
|                          | Christlich Demokratische Union Deutschlands (CDU)                       | 8.812.653  | 30,0 | 29      | –5  |
|                          | Sozialdemokratische Partei Deutschlands (SPD)                           | 8.003.628  | 27,3 | 27      | +4  |
|                          | Bündnis 90/Die Grünen (GRÜNE)                                           | 3.139.274  | 10,7 | 11      | –3  |
|                          | Die Linke (DIE LINKE)                                                   | 2.168.455  | 7,4  | 7       | –1  |
|                          | Alternative für Deutschland (AfD)                                       | 2.070.014  | 7,1  | 7       | Neu |
|                          | Christlich-Soziale Union in Bayern (CSU)                                | 1.567.448  | 5,3  | 5       | –3  |
|                          | Freie Demokratische Partei (FDP)                                        | 986.841    | 3,4  | 3       | –9  |
|                          | Freie Wähler (FREIE WÄHLER)                                             | 428.800    | 1,5  | 1       | +1  |
|                          | Piratenpartei Deutschland (PIRATEN)                                     | 425.044    | 1,4  | 1       | +1  |
|                          | Partei Mensch Umwelt Tierschutz (Tierschutzpartei)                      | 366.598    | 1,2  | 1       | +1  |
|                          | Nationaldemokratische Partei Deutschlands (NPD)                         | 301.139    | 1,0  | 1       | N/A |
|                          | Familien-Partei Deutschlands (FAMILIE)                                  | 202.803    | 0,7  | 1       | +1  |
|                          | Ökologisch-Demokratische Partei (ÖDP)                                   | 185.244    | 0,6  | 1       | +1  |
|                          | Die PARTEI                                                              | 184.709    | 0,6  | 1       | N/A |
|                          | Die Republikaner (REP)                                                  | 109.757    | 0,4  | –       | ±0  |
|                          | Ab jetzt…Demokratie durch Volksabstimmung (Volksabstimmung)             | 88.535     | 0,3  | –       | ±0  |
|                          | Bayernpartei (BP)                                                       | 62.438     | 0,2  | –       | ±0  |
|                          | Partei Bibeltreuer Christen (PBC)                                       | 55.336     | 0,2  | –       | ±0  |
|                          | Bürgerbewegung pro NRW (PRO NRW)                                        | 52.649     | 0,2  | –       | N/A |
|                          | AUF – Partei für Arbeit, Umwelt und Familie (AUF)                       | 50.953     | 0,2  | –       | ±0  |
|                          | Christliche Mitte (CM)                                                  | 30.136     | 0,1  | –       | ±0  |
|                          | Deutsche Kommunistische Partei (DKP)                                    | 25.147     | 0,1  | –       | ±0  |
|                          | Marxistisch-Leninistische Partei Deutschlands (MLPD)                    | 18.198     | 0,1  | –       | N/A |
|                          | Bürgerrechtsbewegung Solidarität (BüSo)                                 | 10.369     | 0,0  | –       | ±0  |
|                          | Partei für Soziale Gleichheit, Sektion der Vierten Internationale (PSG) | 8.924      | 0,0  | –       | ±0  |
| Gesamt                   | Gesamt                                                                  | 29.355.092 | 100  | 96      | –3  |
|                          |                                                                         |            |      |         |     |
| Ungültige Stimmen        | Ungültige Stimmen                                                       | 488.706    | 1,6  |         |     |
| Wähler                   | Wähler                                                                  | 29.843.798 | 48,1 |         |     |
| Wahlberechtigte          | Wahlberechtigte                                                         | 61.998.824 |      |         |     |
|                          |                                                                         |            |      |         |     |
| Quelle: Bundeswahlleiter |                                                                         |            |      |         |     |

Stimmenstärkste Partei in den Landkreisen

Wahlbeteiligung in den Landkreisen

Mediales Aufsehen erregten das gute Abschneiden der AfD, der Fall der Liberalen auf 3,4 % und der relativ große Verlust der CSU in Bayern.
Die SPD konnte erstmals seit 1979 bei einer Europawahl Stimmenzuwächse verzeichnen.

### Regionale Unterschiede
| Europawahl in den alten Ländern und West-Berlin 2014Wahlbeteiligung: 48,3 % (+ 4,8 %) %403020100 36,528,911,66,84,53,61,51,41,24,1 UnionSPDGrüneAfDLinkeFDPFWPiratenTierschutzSonst.jGewinne und Verlusteim Vergleich zu %p 8 6 4 2 0 −2 −4 −6 −8−3,1+7,0−1,6+6,8+0,6−7,9−0,2+0,6+0,2−2,2UnionSPDGrüneAfDLinkeFDPFWPiratenTierschutzSonst.Anmerkungen:j Davon ÖDP 0,7 % (+ 0,1 %), NPD 0,6 % (neu), FAMILIE 0,5 % (– 0,2 %), PARTEI 0,6 % (neu) | Europawahl in den neuen Ländern und Ost-Berlin 2014Wahlbeteiligung: 47,3 % (+ 5,2 %) %403020100 30,120,620,18,36,42,92,31,71,66,0 CDULinkeSPDAfDGrüneNPDfFDPPiratenFamilieSonst.jGewinne und Verlusteim Vergleich zu %p 10 8 6 4 2 0 −2 −4 −6 −8−0,1−2,6+4,2+8,3−0,9+2,9−6,1+0,7−0,5−5,9CDULinkeSPDAfDGrüneNPDFDPPiratenFamilieSonst.Anmerkungen:f 2009 erreichte die von der NPD unterstützte und in dieser aufgegangene DVU in Ostdeutschland 1,1 %, aber hier zählt die DVU unter den Sonstigen.j Davon Tier 1,5 % (– 0,1 %), FW 1,3 % (+ 0,2 %), PARTEI 0,9 % (neu), ÖDP 0,2 % (± 0,0 %) |

### Stimmenanteil der Parteien nach Landkreisen
Die folgenden Karten zeigen, mit welchem Ergebnis die gezeigten Parteien in den einzelnen Landkreisen abgeschnitten haben.

CDU/CSU
SPD
Grüne
Linke
AfD
FDP
Freie Wähler
Tierschutzpartei
NPD
Familien-Partei
Piratenpartei
ÖDP

### Fraktionen im Europäischen Parlament
| Fraktion | Fraktion                                                     | Mandate | Partei                             | Partei                                      | Mandate |
| -------- | ------------------------------------------------------------ | ------- | ---------------------------------- | ------------------------------------------- | ------- |
|          | Fraktion der Europäischen Volkspartei                        | 34 / 96 |                                    | Christlich Demokratische Union Deutschlands | 29 / 96 |
|          | Fraktion der Europäischen Volkspartei                        | 34 / 96 | Christlich-Soziale Union in Bayern | 5 / 96                                      |         |
|          | Fraktion der Progressiven Allianz der Sozialdemokraten       | 27 / 96 |                                    | Sozialdemokratische Partei Deutschlands     | 27 / 96 |
|          | Die Grünen/Europäische Freie Allianz                         | 13 / 96 |                                    | Bündnis 90/Die Grünen                       | 11 / 96 |
|          | Die Grünen/Europäische Freie Allianz                         | 13 / 96 | Piratenpartei Deutschland          | 1 / 96                                      |         |
|          | Die Grünen/Europäische Freie Allianz                         | 13 / 96 | Ökologisch-Demokratische Partei    | 1 / 96                                      |         |
|          | Die Linke im Europäischen Parlament – GUE/NGL                | 8 / 96  |                                    | Die Linke                                   | 7 / 96  |
|          | Die Linke im Europäischen Parlament – GUE/NGL                | 8 / 96  | Partei Mensch Umwelt Tierschutz    | 1 / 96                                      |         |
|          | Europäische Konservative und Reformer                        | 8 / 96  |                                    | Alternative für Deutschland                 | 7 / 96  |
|          | Europäische Konservative und Reformer                        | 8 / 96  | Familien-Partei Deutschlands       | 1 / 96                                      |         |
|          | Fraktion der Allianz der Liberalen und Demokraten für Europa | 4 / 96  |                                    | Freie Demokratische Partei                  | 3 / 96  |
|          | Fraktion der Allianz der Liberalen und Demokraten für Europa | 4 / 96  | Freie Wähler                       | 1 / 96                                      |         |
|          | Fraktionslose                                                | 2 / 96  |                                    | Nationaldemokratische Partei Deutschlands   | 1 / 96  |
|          | Fraktionslose                                                | 2 / 96  | Die PARTEI                         | 1 / 96                                      |         |

## Umfragen
Die Umfragen von Januar 2014 bis zur Wahl zeigten für die meisten Parteien stabile Werte mit nur geringen Änderungen. Prozentual zum Wahlergebnis schwankten die Umfragewerte für die Linke und einige Kleinparteien etwas mehr als die Werte der übrigen Parteien. Auffällig große Abweichungen zum späteren Ergebnis gab es jedoch bei keiner Partei. Für die Unionsparteien wurden ca. 2–3 Prozentpunkte mehr als beim Wahlergebnis gemessen, für die Linke meist geringfügig mehr, die SPD, die Grünen, die AfD und die FDP wurden annähernd korrekt abgebildet.
Die meisten Umfragen gaben keine Einzelwerte für die kleineren Parteien an. Election.de prognostizierte für die Freien Wähler, Piraten, NPD, Tierschutz, FAMILIE, REP und ÖDP am 21. Mai 2014 jeweils einen Sitz.
Für die Sonntagsfrage gaben die Demoskopen folgende Anteile an:
| Institut                | Datum      | CDU/CSU | SPD    | GRÜNE  | FDP    | LINKE  | AfD   | Sonstige               |
| ----------------------- | ---------- | ------- | ------ | ------ | ------ | ------ | ----- | ---------------------- |
| Forschungsgruppe Wahlen | 22.05.2014 | 37,5 %  | 26,5 % | 10 %   | 3,5 %  | 07,5 % | 7 %   | 8 %                    |
| Forschungsgruppe Wahlen | 16.05.2014 | 38 %    | 27 %   | 11 %   | 3 %    | 08 %   | 6 %   | 7 %                    |
| Infratest dimap         | 14.05.2014 | 37 %    | 27 %   | 09 %   | 3 %    | 09 %   | 7 %   | 8 %                    |
| YouGov                  | 13.05.2014 | 39 %    | 25 %   | 10 %   | 4 %    | 9 %    | 6 %   | Piraten 2 % Andere 5 % |
| Forschungsgruppe Wahlen | 09.05.2014 | 38 %    | 27 %   | 12 %   | 3 %    | 08 %   | 6 %   | 6 %                    |
| Infratest dimap         | 30.04.2014 | 39 %    | 27 %   | 09 %   | 4 %    | 08 %   | 6 %   | 7 %                    |
| INSA                    | 25.04.2014 | 36 %    | 28 %   | 11 %   | 4 %    | 09 %   | 7 %   | n.a.                   |
| Forschungsgruppe Wahlen | 11.04.2014 | 39 %    | 27 %   | 11 %   | 3 %    | 08 %   | 6 %   | 6 %                    |
| Infratest dimap         | 03.04.2014 | 40 %    | 28 %   | 09 %   | 3 %    | 07 %   | 6 %   | 7 %                    |
| Forschungsgruppe Wahlen | 28.03.2014 | 39 %    | 26 %   | 12 %   | 3 %    | 08 %   | 6 %   | 6 %                    |
| Forschungsgruppe Wahlen | 14.03.2014 | 38 %    | 26 %   | 11 %   | 4 %    | 08 %   | 6 %   | 7 %                    |
| INSA                    | 09.03.2014 | 38 %    | 26 %   | 9,5 %  | 3 %    | 8,5 %  | 7,5 % | n.a.                   |
| Infratest dimap         | 06.03.2014 | 40 %    | 26 %   | 11 %   | 4 %    | 07 %   | 5 %   | 7 %                    |
| Forschungsgruppe Wahlen | 21.02.2014 | 40 %    | 24 %   | 12 %   | 4 %    | 08 %   | 6 %   | 6 %                    |
| INSA                    | 14.02.2014 | 39 %    | 25 %   | 10 %   | 3 %    | 10 %   | 8 %   | n.a.                   |
| Infratest dimap         | 06.02.2014 | 38 %    | 29 %   | 10 %   | 4 %    | 08 %   | 6 %   | 5 %                    |
| Emnid                   | 26.01.2014 | 42 %    | 26 %   | 10 %   | 3 %    | 08 %   | 7 %   | 4 %                    |
| Europawahl 2009         | 07.06.2009 | 37,9 %  | 20,8 % | 12,1 % | 11,0 % | 7,5 %  | —     | 10,8 %                 |

## Sonstiges
Zeitgleich fanden in Hamburg die Bezirksversammlungswahlen sowie in zehn Bundesländern Kommunalwahlen statt: Baden-Württemberg, Brandenburg, Mecklenburg-Vorpommern, Niedersachsen (einige Direktwahlen), Nordrhein-Westfalen, Rheinland-Pfalz, Saarland, Sachsen, Sachsen-Anhalt, Thüringen. Außerdem wurde in Berlin über einen Volksentscheid zur Randbebauung des Tempelhofer Feldes (ehem. Flughafen Tempelhof) entschieden.